# Varetta Dillard
Varetta Dillard (Harlem, 3 de febrero de 1933 - Brooklyn, 4 de octubre de 1993) fue una cantante estadounidense de Rhythm and blues de  la década de 1950 cuya canción más exitosa fue Mercy Mr. Percy.

## Vida y carrera
Nació en Harlem (Nueva York), y pasó gran parte de su infancia en el hospital debido a una enfermedad congénita de los huesos. Cuando era adolescente, su enfermedad de los huesos remitió, aunque no podía caminar sin muletas u otro tipo de asistencia. Conoció a Carl Feaster, del grupo de género Doo wop, The Chords, que le ánimo a participar en concursos de talento como cantante, y en 1951 ganó dos competiciones consecutivas en el Teatro Apollo. Firmó un contrato con la compañía discográfica Savoy Records, y su primera sesión de grabaciones con la compañía comenzó en septiembre de 1951. Aunque sus primeras canciones fueron inexitosas comercialmente, Alan Freed le invitó a participar en el que posteriormente sería reconocido como primer concierto de Rock and roll de la historia, el Moondog Coronation Ball celebrado en Cleveland, Ohio, el 21 de marzo de 1952. Por motivos de seguridad, el concierto fue cancelado por las autoridades después de la primera canción, de Paul Williams, y Dillard no pudo cantar en el concierto. Sin embargo, su siguiente canción Easy, Easy Baby alcanzó el número ocho en los chat de Billboard en julio de 1952, siendo especialmente popular en el sur.
Luego realizó un tour con Hot Lips Page y The Five Keys, antes de que la compañía discográfica la emparejara con H-Bomb Ferguson para grabar un par de duetos.  Después de realizar varios tours con Larry Darnell y Wynonie Harris, grabó su canción más exitosa en 1953, Mercy Mr. Percy, que alcanzó el puesto seis en los charts de R&B. La canción fue grabada el 15 de mayo de 1953. La canción fue famosa a nivel nacional y se convirtió en su canción más popular. Su siguiente canción más exitosa, grabada a principios de  1955, fue Johnny Has Gone, en homenaje al cantante Johnny Ace, que había muerto al dispararse accidentalmente a sí mismo con una pistola. La canción de Dillard fue una de las canciones más populares de homenaje a Ace y alcanzó el puesto número 6 en los charts R&B. Continuó realizando tours y participó en el primer show de Rock and roll en Nueva Jersey en mayo de 1955.
Abandonó la compañía discográfica Savoy a principios de 1956 y firmó un contrato con la compañía discográfica RCA, donde grabó varias canciones, incluida una en homenaje a James Dean,  "I Miss You Jimmy".  En 1957, grabó varias canciones con The Cookies, producidas por Leiber y Stoller, pero de nuevo no tuvieron ningún éxito comercial y abandonó la compañía discográfica a principios de 1958. Grabó algunas canciones con Triumph Records y Club Records, subsidiaria de MGM.  Sus últimas canciones fueron grabadas en 1961.
A principios de la década de 1960 se unió al grupo de música gospel de su marido, los Tri-Odds, que eran participantes activos en el Movimiento por los derechos civiles en Estados Unidos. Después trabajó como musicoterapeuta con niños que se encontraban enfermos crónicamente. Dos recopilatorios de sus canciones grabadas a finales de la década de 1950, Got You On My Mind y The Lovin' Bird, fueron puestas a la venta por Bear Family Records en 1989.
Murió de cáncer en 1993, a los sesenta años en Brooklyn, Nueva York.

## En la cultura popular
Su canción Mercy Mr. Percy puede ser escuchada en la radio del videojuego Mafia II.